# Hello!フォト☆ラバーズ 〜ミル・トル・アルク〜
『Hello!フォト☆ラバーズ 〜ミル・トル・アルク〜』（ハロー フォトラバーズ - ）は、BS朝日で2012年10月4日から2013年9月26日まで毎週木曜日22:00 - 22:54（JST）に放送されていた写真を題材とした趣味番組。全51回。

## 概要
写真好きの著名人とプロの写真家が、毎回テーマを決めて、散歩しながら写真を撮影するフォト・ドキュメンタリー。出演者は2回ごとに交代。タレント側は主に若手女優が起用されている。
キヤノンの一社提供。同社の一社提供番組においては、前クールまでBSジャパンにて『写真家たちの日本紀行 〜未来に残したい情景〜』が放送されていた。
番組は、本編の“お散歩写真”の途中にVTRコーナー2つを挟む構成。本編では2人がそれぞれカメラを持って街歩きしながら、目に留まったモノを思いのままに撮影していく。時に写真家がタレントに手ほどきする場面を通して、撮影テクニックや撮影機材が紹介される。毎回、最初は待ち合わせの場面からスタート。最初の一枚はお互いを撮影するのが決まり。最後は、撮影した写真をプリントして全部並べた状態で収録の感想などを語り合い、「お互いが選ぶベストショット」として、相手の写真の中で一番心に響いた一枚をそれぞれ選ぶ。
番組ホームページ及び連動データ放送にて番組で紹介する写真と撮影データを見ることができる。

## 出演者
毎回ゲスト2名

## コーナー
- 歴史に刻まれた名写真

後世の記憶に残る一枚。その誕生にまつわるエピソードを関係者の証言をまじえて紹介する。初回より開始。
- フォト★ラバーズ セレクション

現在開催中の写真展の中からオススメを1つ紹介する。初回より開始。
- Fun to Photo

写真がもっと楽しくなる撮影テクニックを紹介する。EOS学園講師（中村陽子、並木隆、門井ゆりか）が毎回1人出演。第33回より開始。

## テーマ曲
オープニング曲
- 木村カエラ 「Hello Goodbye」（日本コロムビア）

エンディングテーマ曲
- コトリンゴ 「Maiden voyage」(commons/avex entertainment inc.)

## 放送リスト
| 回 | 放送日         | サブタイトル         | ゲスト                                    | テーマ                                                     |
| -- | -------------- | -------------------- | ----------------------------------------- | ---------------------------------------------------------- |
| 1  | 2012年10月4日  | スカイツリー編       | 新垣結衣×立木義浩                         | ありふれた景色を見たこともない世界に変える                 |
| 2  | 2012年10月11日 | 浅草編               | 新垣結衣×立木義浩                         | 人情の街・浅草で人を撮る                                   |
| 3  | 2012年10月18日 | 上野編               | トリンドル玲奈×ハービー・山口             | 谷中界隈で下町風情を撮る                                   |
| 4  | 2012年10月25日 | 下北沢編             | トリンドル玲奈×ハービー・山口             | 下北沢で恋するように笑顔を撮ろう                           |
| 5  | 2012年11月1日  | 横浜八景島編         | 川島海荷×平間至                           | 楽しいと感じた気持ちをカタチにしよう!                      |
| 6  | 2012年11月8日  | 江の島編             | 川島海荷×平間至                           | オリジナルのフォトアルバムを作ろう!                        |
| 7  | 2012年11月15日 | 江ノ電編             | 桜庭ななみ×安珠                           | 江ノ電に乗って私の大好きなものを撮ろう                     |
| 8  | 2012年11月22日 | 鎌倉編               | 桜庭ななみ×安珠                           | 色んなレンズを使って不思議な世界を切り取ろう               |
| 9  | 2012年11月29日 | 丸の内編             | 桐谷美玲×齋藤清貴                         | 東京・丸の内を自分のスタイルで切り取ろう!                  |
| 10 | 2012年12月6日  | 御徒町編             | 桐谷美玲×齋藤清貴                         | 御徒町で自分だけのアートを見つけよう                       |
| 11 | 2012年12月13日 | 東京タワー編         | 木村カエラ×小林紀晴                       | 見た事のない新しい東京タワーを撮影しよう                   |
| 12 | 2012年12月20日 | 神楽坂編             | 木村カエラ×小林紀晴                       | 神楽坂でカメラを通してタイムスリップ                       |
| 13 | 2012年12月27日 | 特別編               | 過去のゲスト全6組                         | 珠玉の一枚を選ぶ                                           |
| 14 | 2013年1月10日  | 上野動物園編         | 菜々緒×テラウチマサト                     | 動物園へ行きたくなる写真を撮ろう!                          |
| 15 | 2013年1月17日  | 深川編               | 菜々緒×テラウチマサト                     | 東京・深川で「出会い」を写そう!                            |
| 16 | 2013年1月24日  | 佐原編               | 豊田エリー×土屋勝義                       | 光の演出で歴史ある街・佐原を撮影しよう!                    |
| 17 | 2013年1月31日  | 銚子編               | 豊田エリー×土屋勝義                       | 銚子電鉄に乗って地元の人とふれあおう                       |
| 18 | 2013年2月7日   | 亀戸編               | 平原綾香×吉村和敏                         | 冬の亀戸で“温かい”写真を撮ろう                             |
| 19 | 2013年2月14日  | 東京夜景編           | 平原綾香×吉村和敏                         | 東京の夜景を撮影しよう                                     |
| 20 | 2013年2月21日  | 横浜編               | 菊川怜×横木安良夫                         | 横浜・ワクワクする被写体を探して                           |
| 21 | 2013年2月28日  | 吉祥寺編             | 菊川怜×横木安良夫                         | 一期一会の出会いをカメラに写そう                           |
| 22 | 2013年3月7日   | 高尾山編             | 成海璃子×平間至                           | 東京・高尾山“楽しい”をカタチにしよう                       |
| 23 | 2013年3月14日  | 中野編               | 成海璃子×平間至                           | エネルギッシュな街 東京・中野 感じた気持ちをカタチにしよう |
| 24 | 2013年3月21日  | 福井・越前海岸編     | 妻夫木聡×上田義彦                         | 福井・越前海岸の旅                                         |
| 25 | 2013年3月28日  | 福井・越前和紙の里編 | 妻夫木聡×上田義彦                         | 福井・越前和紙の里をたずねて                               |
| 26 | 2013年4月4日   | 特別編               | 妻夫木聡×上田義彦                         | 冬の越前 写真展への軌跡                                    |
| 27 | 2013年4月11日  | 小湊鉄道編           | 平岡祐太×山崎友也                         | 千葉・小湊鐵道 男二人の列車旅                              |
| 28 | 2013年4月18日  | 養老渓谷編           | 平岡祐太×山崎友也                         | 千葉・養老渓谷 大自然のフシギを探して                      |
| 29 | 2013年4月25日  | 那須高原編           | 南明奈×水谷たかひと                       | 栃木・那須 動物の“カワイイ”を撮る                          |
| 30 | 2013年5月2日   | ツインリンクもてぎ編 | 南明奈×水谷たかひと                       | 栃木・サーキットで“躍動感”を撮る                           |
| SP | 2013年5月4日   | 特別番組             | 過去のゲスト全14組                        | 忘れられない1枚                                            |
| 31 | 2013年5月9日   | 熱海編               | 山口智充×榎並悦子                         | “ノスタルジー”を写そう                                     |
| 32 | 2013年5月26日  | 三崎編               | 山口智充×榎並悦子                         | 春の三崎“出会った人々”を写そう                             |
| 33 | 2013年5月23日  | 築地編               | 安田美沙子×土屋勝義                       | 東京 築地・月島 路地裏百景                                 |
| 34 | 2013年5月30日  | 人形町               | 安田美沙子×土屋勝義                       | 東京・人形町“粋な出会い”を撮ろう                           |
| 35 | 2013年6月6日   | 富士山編1            | 金子貴俊×安珠                             | 心のふるさと 富士山を巡る旅                                |
| 36 | 2013年6月13日  | 富士山編2            | 金子貴俊×安珠                             | 富士山麓の大自然を切り取る                                 |
| 37 | 2013年6月20日  | 千住編               | 安めぐみ×横木安良夫                       | 東京・千住 ひとの魅力を探す旅                              |
| 38 | 2013年6月27日  | 品川編               | 安めぐみ×横木安良夫                       | 東京・品川 江戸の香りを探す旅                              |
| 39 | 2013年7月4日   | 長野・千曲市編       | 中村雅俊×山岸伸                           | 青春時代にタイムスリップする“俺たちの旅”                   |
| 40 | 2013年7月11日  | 東京クルーズ編       | 中村雅俊×山岸伸                           | 知られざる東京を探して 水路巡りの旅                        |
| 41 | 2013年7月18日  | 京成線編             | 谷原章介×山崎友也                         | 京成線・下町の人々を写そう                                 |
| 42 | 2013年7月25日  | 柴又編               | 谷原章介×山崎友也                         | 寅さんの愛した柴又で昭和を探そう!                          |
| 43 | 2013年8月1日   | 小田原編             | 船越英一郎×榎並悦子                       | 小田原に受け継がれる歴史を写そう                           |
| 44 | 2013年8月8日   | 箱根編               | 船越英一郎×榎並悦子                       | 箱根でドラマチックな写真を撮影しよう!                      |
| 45 | 2013年8月15日  | 東京の夏編           | 平山あや×齋藤清貴                         | 日本に伝わる夏の涼を撮ろう                                 |
| 46 | 2013年8月22日  | 東京の朝編           | 平山あや×齋藤清貴                         | 朝だからこそ写せる1枚を探そう                              |
| 47 | 2013年8月29日  | 特別編               | 写真部（大分東明高校 ・聖和女子学院高校） | 写真甲子園 20年目のアツイ夏                                |
| 48 | 2013年9月5日   | 北海道編             | 夏菜×立木義浩                             | 北海道の短い夏を切りとろう!                                |
| 49 | 2013年9月12日  | 東京モノレール編     | 浅見れいな×水谷たかひと                   | 東京モノレール 一瞬の出会いをカタチに                      |
| 50 | 2013年9月19日  | 羽田空港編           | 浅見れいな×水谷たかひと                   | 写真を通して羽田空港の魅力を発見しよう                     |
| 51 | 2013年9月26日  | 特別編               | 過去のゲスト12組                          | 〜心が動いた瞬間〜12枚の写真の物語                         |

| タレントが使用するカメラ - EOS M（#1-8,11,12,16-28,31,32,35-48） - PowerShot S110（#9,10,14,15,33,34） - EOS Kiss X7（#29,30） - PowerShot S120（#49,50） | 写真家が使用するカメラ - EOS 5D Mark III（#1-10,24-26） - EOS 6D（#11,12,14,18-23,27-31,33,34-38,41-48） - EOS M（#15-17,39,40） - EOS Kiss X7（#32） - EOS 70D（#49,50） |

## 特別番組
『Hello!フォト☆ラバ—ズ 〜忘れられないあの1枚…2時間スペシャル〜』
- 放送日時：2013年5月4日（土）12:00 - 13:55
- 番組内容：番組開始から今まで全30回の総集編。これまで番組に登場した全14組の写真散歩を「忘れられない1枚」「忘れられない出会い」といったテーマごとに振り返り、それぞれのエピソードの名場面やとっておきの1枚を紹介していく。番組最後は次回放送（#31）のダイジェスト。なお、同番組は本編再放送の時間帯での拡大放送となる（これにより#30の再放送は休止）。

## スタッフ
- ナレーション：秀島史香
- コーナーナレーション：岩井証夫
- 構成：佐藤雄介、大川きみこ
- 撮影：西雄一、北林良一、川上庸介、室屋優樹、神戸孝之、野口京子、片井裕介、笹原健吾、田中智裕
- オープニングCG：デジタル・メディア・ラボ
- 写真撮影：神宮巨樹
- タイトルロゴデザイン：イマージュ
- 協力：BS朝日サウンズ
- 技術協力：サンディスク
- 撮影協力：東武動物公園 ※OP映像
- 写真提供：アマナイメージズ
- VTR編集：高橋勇志
- MA：小野敬太郎、山下諒
- AD：藤巻和貴、高瀬友香、尾川徹、伊藤真由子、三宅麻希、犬飼湧太、岩瀬貴大、福本はるか、高石歩
- ディレクター：壁谷公章、寺久保倫、山内尚文、小林信子、佐藤要介、長井貴仁、新宮原敦、石郷岡真実子、江夏治樹、伏貫健介、田口亮、白形隆幸、寺内重孝
- 演出：長井貴仁（映像未来）
- キャスティングプロデューサー：稲垣吉昭
- プロデューサー：鴨下潔、高橋典代、松井博幸
- 制作プロデューサー：江野夏平（BS朝日）、遠藤行泰（#45-51,BS朝日）、吉田守良、富田茂
- 制作協力：映像未来
- 製作：BS朝日、ビデオプロモーション